# 한국제 한자어
한국제 한자어(韓國製 漢字語)란 한자를 구성요소로 하여 한반도에서 독자적으로 생성된 한자어를 말한다. 중국, 일본, 베트남에는 동일한 형태의 단어가 없거나, 단어의 형태는 같아도 발상이 다르기 때문에 뜻이 다르다. 한국 한자어를 모아 단국대에서 발간한 한국한자어사전에는 2만 자 15만 단어가 수록되어 있다.

## 유형별 분류

### 한국식 음역어
- 며리계(旀里界:America의 음역어)

### 현재 쓰이지 않는 것
- 원어기(遠語機<telephone)
- 보음나팔(保音喇叭<Saxophone)
- 최강음나팔(最强音喇叭<Alto Trombone)
- 최저음나팔(最低音喇叭<Bass Tuba)

### 사자성어
한국어 속담을 한자형태의 사자성어로 옮긴 것들이 있다.
- 주마가편(走馬加鞭, 달리는 말에 채찍질)
- 함흥차사(咸興差使, 심부름을 간 사람이 소식이 아주 없거나 또는 회답이 좀처럼 오지 않음)
- 오비이락(烏飛梨落, 문화어: 오비리락, 까마귀 날자 배 떨어진다)

### 한국제 한자어의 예

#### ㄱ
- 감기(感氣)
- 고시원(考試院)
- 공주병(公主病)
- 공책(空冊)
- 관형사(冠形詞)

#### ㄴ
- 농담(弄談)

#### ㄷ
- 다행(多幸)
- 대구(大口)
- 대중교통(大衆交通)
- 대지(垈地)
- 대학교(大學校)
- 덕분(德分)
- 도급(都給)
- 독감(毒感)
- 동갑(同甲)

#### ㅁ
- 명태(明太)
- 명절(名節)
- 명함(名銜)
- 무궁화(無窮花)
- 미안(未安)
- 민폐(民弊)

#### ㅂ
- 방석(方席)
- 복덕방(福德房)
- 비수기(非需期)
- 빙상장(氷上場)

#### ㅅ
- 상사병(相思病)
- 생선(生鮮)
- 선물(膳物)
- 성수기(盛需期)
- 소풍(逍風)
- 송구(悚懼)
- 수표(手票)

#### ㅇ
- 압류(押留)
- 앙숙(怏宿)
- 양말(洋襪)
- 약방(藥房)
- 외계인(外界人)
- 원어민(原語民)
- 월경지(越境地)
- 이앙기(移秧機)

#### ㅈ
- 장갑(掌匣)
- 전세(專貰)
- 절차(節次)
- 정체성(正體性)
- 지갑(紙匣)
- 죄송(罪悚)
- 주유소(注油所)

#### ㅊ
- 차례(次例)
- 책방(冊房)
- 초등학교(初等學敎)
- 춘곤증(春困症)
- 출시(出市)
- 친구(親舊)

#### ㅌ
- 태엽(胎葉)
- 통섭(統攝)

#### ㅍ
- 편의점(便宜店)
- 편지(便紙)

#### ㅎ
- 행차(行次)
- 허풍(虛風)
- 환절기(換節期)

### 의미가 다른 한자어
- 방학(放學): 일본어에서는 방과(放科)나 퇴학(退學)을 의미한다.
- 산양(山羊): 중국어와 일본어에서는 염소의 의미로 쓰이나, 한국어에서는 긴꼬리고랄을 뜻한다.
- 외도(外道): 중국어와 일본어에서는 바르지 않은 길이나 노릇 전반을 가리키나, 한국어에서는 '불륜'의 의미로 쓰인다.

## 같이 보기
- 한국제 한자
- 한국어의 한자어
- 일본제 한자어
- 근대 중국제 한자어
- 한월어

## 참고 문헌
- 한한대사전
- 한국한자어사전